# Конвенція з пошуку і рятування на морі
Конвенція з пошуку і рятування на морі — міжнародно-правовий документ, підписаний у м. Гамбурзі (ФРН) 27 квітня 1979.

Конвенція створює міжнародну систему пошуку і рятування САР (Search and Rescue) з метою забезпечити, щоб незалежно від району Світового океану, в якому відбувається аварія, дії з пошуку і рятування координувалися між розташованими в цьому районі службами САР.